# Webbkameramodell
| Webbkameramodell |
| --- |
| Kvinnlig webbkameramodell förbereder sig inför videosamtal. - Betydelse – sexarbetare som erbjuder virtuell prostitution via webbkamera - Teknik – dator, surfplatta eller smartmobil med webbkamera, via Internet - Relaterade ord – telefonsexarbetare (utan rörlig bild), prostituerad (med fysisk kontakt med kunden), porrskådespelare (deltar i inspelning av sexuell aktivitet) |

En webbkameramodell (engelska: cammodel eller uppdelat på camgirl och camboy) är en person säljer sexuella tjänster via en webbkamera. Personen är en typ av sexarbetare och sysslar med virtuell prostitution. Det kan även ses som produktion av pornografi.
Branschen har vuxit i storlek, allteftersom tillgången till tjänster via internet blivit vanligare. Länder som Colombia och tjänsteplattformar som Onlyfans och Chaturbate sysselsätter under 2020-talet tusentals till miljontals modeller.

## Funktion och innehåll
Verksamheten kan, i likhet med traditionell prostitution, inkludera en social funktion gentemot kunder som söker sociala kontakter. Tjänsten kan locka genom att den, till skillnad från pornografi, ger möjlighet till interaktivitet och personliga samtal. I första hand handlar det dock om presentation av visuella aktiviteter, förmedlade via webbkameran och Internet, till en kund som köper tjänsten som underhållning eller för sin sexuella tillfredsställelses skull. Webbkameramodellande kan genomföras mellan två personer, via ett videosamtal. Bild- och ljudmaterialet kan även distribueras parallellt till ett antal personer, som ett videomöte.
Alla webbkameramodeller klär inte av sig i sitt jobb. Vissa modeller är lättklädda (som glamourmodeller), andra utför sexuella handlingar med sig själva eller andra framför kameran, ytterligare andra klär inte av sig alls. Webbkameramodellande är en typ av underhållning som kan utföras på en mängd olika sätt. Kunderna betalar ofta via digitala minibetalningar av typen "dricks", för att uppmuntra modellen att fortsätta med det hen sysslar med. Önskemål från tittarna och kunderna kan överföras via tjänstens chattfunktion, men det är upp till modellen att acceptera eller avböja önskemålen. Privata videosessioner med en kund kan jämföras med telefonsex, fast med tillskott av rörlig bild.

## Som arbete
Webbkameramodellande kan locka personer med erfarenhet av andra delar av sexbranschen eller andra typer av tjänsteyrken. Ofta arbetar man ensam eller som oberoende entreprenör, från sitt eget hem, men vissa företag inom branschen har centrala, studioliknande arbetsplatser för modellerna; fördelen med central tillgång till sidotjänster, internet och annan teknologi har dock ofta ett pris genom större avdrag från modellens bruttoinkomster.
Många inom branschen arbetar dock hemifrån, med egen teknisk utrustning. Bland upplevda fördelar med arbetet kan, som inom många frilansande verksamheter, då finnas fria arbetstider och självständigt styrd verksamhet. Till nackdelarna kan finnas osäker och varierande inkomst, dålig arbetsrätt och social isolering.
I likhet med andra typer av sexarbeten kan webbkameramodellande ge emotionella utmaningar. Genom dricks-inkomster och kommunikation med återkommande tittare/kunder skapas lätt kopplingar som modellen för sina inkomsters skull kan vilja bygga vidare på. Relationen till kunden liknar den som en "virtuell flickvän", där inkomsterna kan öka ju mer modellen tillfredsställer kundens sexuella fantasier. Samtidigt behöver modellen slå vakt om sina egna gränser, för att kunna bevara sin känslomässiga trygghet och personliga integritet. Studier kring webbkameramodellande antyder att många av modellernas kunder är ensamma människor.

## Utveckling

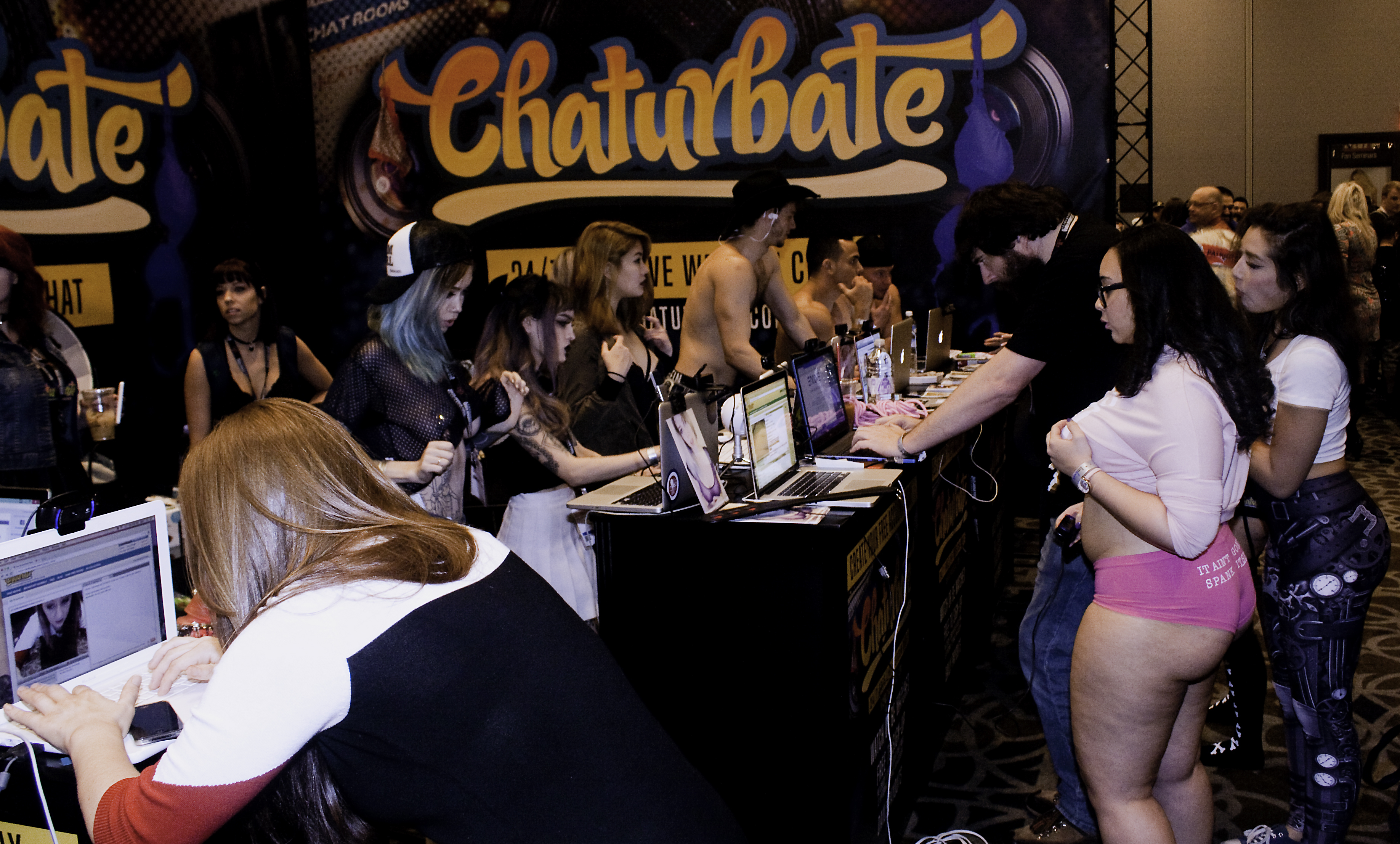
Monter för Chaturbate på AVN Adult Entertainment Expo 2016.

Den ökande tillgången på snabbt Internet har gjort webbkameramodellande till en expansiv bransch. Under 2010-talet var MyFreeCams, Camsoda och Chaturbate några av de större webbplatserna för sexrelaterat webbkameramodellande. Därefter har Onlyfans vuxit fram som den största plattformen, där modellerna i regel arbetar som fristående entreprenörer och ofta från sitt eget hem. En annan stor aktör i branschen är Stripchat.
I flera latinamerikanska länder finns en expansiv bransch runt webbkameramodellande, och Colombia nämns ofta som det kanske tydligaste exemplet. Där finns ett antal större eller mindre företag som rekryterar modeller till sina arbetsplatser, där modellerna arbetar från avskilda bås eller minimala rum framför sin datorskärm. Arbetssättet kan där likna det i ett callcenter inom marknadsföring eller marknadsundersökning, och verksamheten kan vara attraktiv i ett land där privat datortillgång, eget arbetsutrymme i bostaden och internetuppkoppling är ojämnt fördelade. Ofta sänds det direktsända videomaterialet parallellt ut via flera av de större plattformarna, ibland utan modellens egen vetskap eller godkännande. Human Rights Watch avslöjade 2024 stora arbetsrättsliga problem inom branschen i just Colombia, där både webbplattformar och den lokala studion tar den mesta av en modells bruttoinkomst och skrivna avtal för arbetsvillkoren ofta saknas.
En del skådespelare inom den pornografiska branschen arbetar även som webbkameramodeller, har konto på Onlyfans eller både ock. Onlyfans, startad 2016, samlar flera miljoner innehållsskapare med eller utan rent pornografisk verksamhet på agendan. Till skillnad från rent webbkameramodellande fungerar Onlyfans på basis av månatliga prenumerationsavgifter.

## Juridik
Webbkamerarelaterat arbete är en typ av verksamhet med många typer av möjliga uttryck, inklusive nyhetsinriktat, som social nätverkande med personlig stil och med olika typer av underhållning. Modellandet innefattar ofta någon typ av uppvisande av sin kropp, med möjlighet till sexuella handlingar med sig själv eller med andra framför kameran. Konsumenten kan, ifall hen beställer och betalar för de här handlingarna, betraktas som en sexköpare.
I Sverige är beställning av sexuella handlingar förbjudna sedan 1 juli 2025, efter att en utökning av den befintliga sexköpslagen röstas igenom i Sveriges riksdag i maj samma år. Lagen baseras på en uppdaterad definition av "sex", där definitionen av sexköp därmed utökas. Även i detta fall ses den som utför handlingarna och tar emot betalning för dem som offer, eftersom pengar i den svenska lagkontexten ses som en otillbörlig påtryckning. Jämförelser med andra typer av tjänster på arbetsmarknaden har inte gjorts, eftersom den bakomliggande offentliga utredningen (SOU 2023:80) menar att den ofta tydligt könade sexbranschen i alltför hög utsträckning leder till att kvinnor blir offer och tvingas gå över sina egna gränser. I det svenska lagförslaget räknas enkel nakenposering inte som sexuell handling, och inte heller distribution av pornografi som gjorts utan föregående beställning ingår i kriminaliseringen.